# Alexandre Ferreira
Alexandre Ferreira (ur. 13 listopada 1991 w Seia) – portugalski siatkarz, grający na pozycji przyjmującego, reprezentant Portugalii.
Jego starszy brat Marco, również jest siatkarzem.

## Przebieg kariery
| Lata                      | Klub                         |
| ------------------------- | ---------------------------- |
| 2009–2011                 | Esmoriz GC                   |
| 2011–2012                 | SC Espinho                   |
| 2012–2013                 | BCC-NEP Castellana Grotte    |
| 2013–2014                 | Diatec Trentino              |
| 2014–2016                 | Ziraat Bankası Ankara        |
| 2016–2017                 | Calzedonia Werona            |
| 2017–2018 (do 11.2018)    | KB Insurance Stars           |
| 2018–2020 (od 23.11.2018) | Aluron Virtu Warta Zawiercie |
| 2020–2022                 | Seul Woori Card Wibee        |
| 2022–2023                 | Fenerbahçe SK                |
| 2023–2024                 | Bogdanka LUK Lublin          |
| 2024–                     | Tokio Great Bears            |
| 2025                      | Al-Muharraq                  |

## Sukcesy klubowe
Liga portugalska:
- 2012

Superpuchar Włoch:
- 2013

Klubowe Mistrzostwa Świata:
- 2013

Liga turecka:
- 2015, 2023[7]

Liga południowokoreańska:
- 2021

## Sukcesy reprezentacyjne
Liga Europejska:
- 2010